# Động lực học chất lưu

Một hình dạng đặc trưng trong khí động học, giả định một môi trường nhớt từ trái qua phải, biểu đồ thể hiện phân bố áp suất như trên đường viền màu đen (độ dày của đường màu đen lớn đồng nghĩa với áp suất lớn và ngược lại), và vận tốc trong lớp biên bằng các tam giác màu tím. Các thiết bị tạo xoáy màu xanh thúc đẩy quá trình quá độ lên dòng chảy rối và ngăn cản dòng chảy ngược (sự phân chia dòng chảy) từ vùng có áp suất cao ở phía sau. Bề mặt trước rất trơn nhẵn, thậm chí giống như da cá mập, bởi vì nếu dòng không khí bị rối ở đây sẽ làm giảm năng lượng của nó. Phần đuôi cụt phía sau (còn được gọi là Kammback) cũng ngăn cản dòng chảy ngược từ vùng áp suất cao phía sau xuyên qua các tấm lái ngang đến vùng hội tụ ở phái trước.

Trong vật lý học, động lực học chất lưu là một nhánh của cơ học chất lưu, giải quyết các vấn đề của dòng chảy chất lưu – khoa học tự nhiên về  chuyển động chất lưu (chất lỏng và các chất khí). Động lực học chất lưu cũng có vài nhánh nhỏ bao gồm: Khí động lực học (nghiên cứu chuyển đông của không khí và các chất khí khác) và Thủy động lực học (nghiên cứu chuyển động của chất lỏng). Động lực học chất lưu có rất nhiều ứng dụng như tính toán lực và mô men trên khí cụ bay, xác định lưu lượng khối lượng của xăng dầu trong các đường ống, dự đoán các mô hình thời tiết, giải thích tinh vân giữa các vì sao và mô hình hóa các vụ nổ vũ khí phân hạch. Một số nguyên tắc của nó thậm chí còn được sử dụng trong kỹ thuật giao thông trong đó chuyển động giao thông được coi như là chuyển động của một chất lỏng liên tục.
Động lực học chất lưu cung cấp một cấu trúc có tính hệ thống – làm nền tảng cho các môn học thực hành nói trên - bao hàm các định luật thực nghiệm và bán thực nghiệm xuất phát từ việc đo lưu lượng và được sử dụng để giải quyết các vấn đề thực tế. Các giải pháp cho một vấn đề động lực học chất lưu thường liên quan đến việc tính toán các đặc tính khác nhau của chất lưu, chẳng hạn như vận tốc dòng chảy, áp suất, khối lượng riêng và nhiệt độ, như là các hàm của không gian và thời gian.
Trước thế kỷ XX, thủy động lực học đồng nghĩa với động lực học chất lưu. Điều này vẫn được phản ánh trong tên gọi của một số chủ đề động lực học chất lưu, như là Từ thủy động lực học (hay Thủy động lực học của chất lỏng dẫn điện, English: Magnetohydrodynamics) và ổn định thủy động lực học, cả hai đều có thể được áp dụng cho các loại chất khí.

## Phương trình động lực học chất lưu
Các tiên đề cơ bản của động lực học chất lưu là các định luật bảo toàn, cụ thể là, bảo toàn khối lượng, bảo toàn động lượng tuyến tính (còn được gọi là Định luật thứ hai của Newton về chuyển động), và bảo toàn năng lượng (còn được gọi là Định luật thứ nhất của nhiệt động lực học). Những định luật này được dựa trên cơ học cổ điển và được sửa đổi trong cơ học lượng tử và thuyết tương đối rộng. Chúng được biểu diễn bằng Định lý Vận chuyển Reynolds.
Ngoài ra, các chất lưu được cho là tuân theo các giả định liên tục. Các chất lưu bao gồm các phân tử va chạm với nhau và các vật thể rắn. Tuy nhiên, giả định liên tục coi các chất lưu là liên tục, chứ không phải rời rạc. Do đó, các thuộc tính như khối lượng riêng, áp suất, nhiệt độ, và vận tốc dòng chảy được giả định cũng được xác định tại các điểm cực nhỏ, và được giả định thay đổi liên tục từ điểm này đến điểm khác. Việc này đã bỏ qua thực tế là các chất lưu được tạo thành từ các phân tử rời rạc.
Đối với các chất lưu có mật độ đủ dày để được coi như là một thể liên tục, không chứa các chất bị ion hóa, và có vận tốc dòng chảy nhỏ so với tốc độ của ánh sáng, các phương trình động lực cho chất lưu Newton là các phương trình Navier - Stokes, một bộ các phương trình vi phân phi tuyến mô tả dòng chảy của một chất lưu có ứng suất phụ thuộc tuyến tính vào gradient vận tốc dòng chảy và áp suất. Nếu không được giản hóa thì các phương trình này khó có thể tìm được lời giải chính xác, do đó chúng chủ yếu được sử dụng trong Điện toán Động lực học chất lưu (Computational Fluid Dynamics). Tuy nhiên, các phương trình này có thể được đơn giản hóa theo một số cách khác nhau, tất cả đều để phục vụ mục đích đạt được lời giải một cách dễ dàng hơn. Một số phương pháp giản hóa cho đáp án gần đúng của các bài toán động lực học chất lưu rất gần với đáp án chính xác.
Ngoài các phương trình bảo toàn khối lượng, động lực, và năng lượng, cần thiết phải có một phương trình trạng thái nhiệt động lực trong đó áp suất là một hàm của các biến nhiệt động lực khác của chất lưu để có thể giải được bài toán. Phương trình trạng thái của khí khí lý tưởng là một ví dụ:

trong đó p là áp suất, ρ là khối lượng riêng, Ru là hằng số khí lý tưởng, M là phân tử gam và T là nhiệt độ.

### Các định luật bảo toàn
Ba định luật bảo toàn được sử dụng để giải các bài toán động lực học chất lưu, và chúng có thể được viết dưới dạng tích phân hoặc vi phân. Các công thức toán học của các định luật bảo toàn này có thể được giải thích bằng cách xem xét khái niệm về khối thể tích kiểm tra (control volume). Một khối thể tích kiểm tra là một thể tích cụ thể nào đó trong không gian mà thông qua nó không khí có thể lưu thông vào hay ra. Công thức tích phân của các định luật bảo toàn xem xét sự thay đổi khối lượng, động lực, hoặc năng lượng trong khối thể tích kiểm tra. Các công thức vi phân của các định luật bảo toàn áp dụng định lý Stokes để tìm ra một biểu thức, biểu thức đó có thể được hiểu như là dạng vi phân của định luật áp dụng cho một thể tích vô cùng nhỏ tại một điểm trong dòng chảy.
- Tính liên tục của khối lượng (sự bảo toàn khối lượng): Tốc độ thay đổi của khối lượng chất lưu bên trong một thể tích kiểm tra phải bằng với tổng lượng thay đổi của dòng chất lưu chảy vào bên trong khối thể tích kiểm tra. Về mặt vật chất, điều này có nghĩa là khối lượng không được tạo ra và cũng không mất đi bên trong khối thể tích kiểm tra,[2] và có thể được thể hiện dưới dạng tích phân của phương trình tính liên tục (continuity equation):

Trên đây, ρ là khối lượng riêng của chất lưu, u là vector vận tốc dòng chảy, và t là thời gian. Phía trái của biểu thức trên có chứa tích phân ba lớp trên khối thể tích kiểm tra,  trong khi đó phía phải chứa tích phân mặt trên bề mặt khối thể tích kiểm tra. Dạng vi phân của phương trình tính liên tục (continuity equation), theo định lý phân kỳ (Divergence_theorem), là:
{\displaystyle \ {\partial \rho  \over \partial t}+\nabla \cdot (\rho \mathbf {u} )=0}
- Bảo toàn động lượng: Phương trình này áp dụng định luật thứ hai của Newton về chuyển động cho khối thể tích kiểm tra: bất kỳ sự thay đổi động lượng nào của không khí bên trong một khối thể tích kiểm tra là do dòng chảy ròng của không khí đi vào khối thể tích kiểm tra và tác động của các lực bên ngoài vào không khí bên trong khối. Trong công thức tích phân của phương trình này, các lực khối (body forces) ở đây được đại diện bởi fbody, lực khối trên mỗi đơn vị khối lượng. Các lực mặt (surface forces), chẳng hạn như lực nhớt, được đại diện bởi Fsurf, lực ròng (net force) do các ứng suất trên bề mặt khối thể tích kiểm tra.

{\displaystyle {\frac {\partial }{\partial t}}\iiint _{\scriptstyle V}\rho \mathbf {u} \,dV=-\,{}} {\displaystyle _{\scriptstyle S}} {\displaystyle (\rho \mathbf {u} \cdot d\mathbf {S} )\mathbf {u} -{}} {\displaystyle {\scriptstyle S}}{\displaystyle {}\,p\,d\mathbf {S} } {\displaystyle \displaystyle {}+\iiint _{\scriptstyle V}\rho \mathbf {f} _{\text{body}}\,dV+\mathbf {F} _{\text{surf}}}
Dạng vi phân của phương trình bảo toàn động lượng được trình bày dưới đây. Ở đây, cả lực khối và lực mặt được tính vào tổng lực, F. Ví dụ, F có thể là tổng lực của cả lực ma sát và trọng lực tác dụng lên một dòng chảy bên trong (đường ống,...).
{\displaystyle \ {D\mathbf {u}  \over Dt}=\mathbf {F} -{\nabla p \over \rho }}
- Bảo toàn năng lượng: Mặc dù năng lượng có thể được chuyển đổi từ dạng này sang dạng khác, tổng năng lượng trong một hệ khép kín vẫn không thay đổi.

{\displaystyle \ \rho {Dh \over Dt}={Dp \over Dt}+\nabla \cdot \left(k\nabla T\right)+\Phi }
Trong công thức trên, h là enthalpy, k là độ dẫn nhiệt của chất lưu, T là nhiệt độ, và {\displaystyle \Phi } hàm tiêu nhớt. Hàm tiêu nhớt chi phối tốc độ năng lượng cơ học của dòng chảy chuyển thành nhiệt. Định luật thứ hai của nhiệt động lực yêu cầu {\displaystyle \Phi } phải luôn luôn dương, tức là: độ nhớt không thể tạo ra năng lượng bên trong khối thể tích kiểm tra. Biểu thức phía bên trái là một đạo hàm hữu hình (Material derivative).

### Dòng chảy nén được và dòng chảy không nén được
Tất cả các chất lỏng đều được nén ở một mức độ nào đó, do những thay đổi của áp suất hay nhiệt độ gây ra sự thay đổi mật độ. Tuy nhiên, trong nhiều trường hợp, sự thay đổi của áp suất và nhiệt độ là đủ nhỏ do đó những thay đổi về mật độ là không đáng kể. Trong những trường hợp như vậy, dòng chảy có thể được coi như là dòng chảy không nén được. Trong trường hợp ngược lại thì các phương trình tổng quát của dòng chảy nén được sẽ được sử dụng.
Về mặt toán học, dòng chảy là không nén được nếu mật độ ρ của một khối nhỏ chất lỏng không thay đổi khi nó di chuyển trong trường dòng chảy, tức là,
{\displaystyle {\frac {\mathrm {D} \rho }{\mathrm {D} t}}=0\,,}
trong đó D/Dt là đạo hàm tổng (substantial derivative), tức là tổng của các đạo hàm địa phương và đạo hàm đối lưu (local and convective derivatives). Sự tổng hợp này giúp làm đơn giản hóa các phương trình, đặc biệt là trong trường hợp chất lưu có mật độ đồng nhất.
Đối với dòng chảy của các khí, để xác định được rằng nên sử dụng động lực học chất lưu nén được hay động lực học chất lưu không nén được, thì cần đánh giá dựa trên số Mach của dòng chảy. Tính nén được có thể được bỏ qua nếu số Mach thấp hơn 0,3. Đối với chất lỏng, giả định không nén được có hợp lý hay không phụ thuộc vào tính chất của chất lỏng (đặc biệt là áp suất tới hạn và nhiệt độ của chất lỏng) và các điều kiện dòng chảy (áp suất của dòng chảy thực tế có gần với áp suất tới hạn hay không). Các bài toán về âm thanh luôn yêu cầu phải tính đến tính nén được, bởi vì các sóng âm là sóng nén được nếu có sự thay đổi về áp suất và mật độ trong môi trường mà chúng truyền qua.

### Chất lưu không nhớt, chất lưu Newton và phi Newton

Dòng chảy tiềm năng xung quanh một vật thể dạng cánh máy bay

Tất cả các chất lưu đều có tính nhớt, có nghĩa là chúng có khả năng chống biến dạng: các khối chất lưu cạnh nhau di chuyển với các vận tốc khác nhau tác dụng lực nhớt vào nhau. Gradient vận tốc được xem như là tốc độ biến dạng; nó có đơn vị là T−1. Isaac Newton cho rằng đối với nhiều chất lưu quen thuộc như nước và không khí, ứng suất gây ra bởi những lực nhớt này có quan hệ tuyến tính với tốc độ biến dạng. Các chất lưu như vậy được gọi là chất lưu Newton. Hệ số tỉ lệ được gọi là độ nhớt của chất lưu; đối với chất lưu Newton, độ nhớt là một thuộc tính không phụ thuộc vào tốc độ biến dạng.
Chất lưu phi Newton có mối quan hệ ứng suất biến dạng phi tuyến tính phức tạp hơn. Các ngành nghiên cứu nhỏ của lưu biến học (rheology) nghiên cứu mối quan hệ giữa ứng suất và biến dạng của các chất lưu này, trong đó bao gồm nhũ tương (emulsion) và chất bùn (slurries), vật liệu nhớt đàn hồi như máu và một số hợp chất cao phân tử (polymers), và các chất lỏng dính như nhựa mủ (cao su), mật ong và dầu nhờn.
Động lực của các khối chất lưu được mô tả dựa trên định luật thứ hai của Newton. Một khối chất lưu đang gia tốc sẽ chịu tác động của các hiệu ứng quán tính.
Số Reynolds là một đại lượng không thứ nguyên đặc trưng cho độ lớn của lực quán tính so với độ lớn của lực nhớt. Số Reynolds thấp (Re << 1) biểu thị rằng lực nhớt là rất lớn so với lực quán tính. Trong trường hợp này, lực quán tính đôi khi bị bỏ qua; chế độ dòng chảy như vậy được gọi là dòng chảy Stokes hoặc chảy từ từ (creeping).
Ngược lại, số Reynolds cao (Re >> 1) thì tức là lực quán tính có ảnh hưởng lớn hơn trên trường vận tốc  so với lực nhớt (ma sát). Các dòng chảy có số Reynolds cao, thường được mô hình hóa như một dòng chảy không nhớt, đây là một ước lượng gần đúng, bởi vì độ nhớt là hoàn toàn bị lãng quên. Các phương trình Navier - Stokes do đó được đơn giản hóa thành các phương trình Euler. Tích phân các phương trình này dọc một đường dòng trong một dòng chảy không nhớt sẽ có được phương trình Bernoulli.  Ngoài việc không nhớt, nếu dòng chảy còn  là dòng chảy không xoáy ở khắp mọi nơi, thì phương trình Bernoulli có thể được sử dụng xuyên suốt trường dòng chảy. Những dòng chảy như vậy được gọi là các dòng chảy tiềm năng (potential flows), bởi vì trường vận tốc có thể được biểu thị như là gradient của một giá trị tiềm năng nào đó (potential).
Ý tưởng này phù hợp nếu số Reynolds là rất lớn. Tuy nhiên, trong nhiều bài toán chẳng hạn như các bài toán liên quan đến các biên cứng thì độ nhớt cần phải được kể đến. Gần các biên cứng, độ nhớt là không thể bị bỏ qua, bởi vì điều kiện không trượt (no-slip condition) tạo ra một lớp mỏng có tốc độ biến dạng lớn, gọi là lớp biên, trong lớp biên này lực nhớt thống trị và do đó tạo ra xoáy (vorticity). Vì vậy, để tính toán lực ròng tác dụng lên các vật thể (ví dụ như là cánh máy bay), các phương trình dòng chảy nhớt phải được sử dụng: lý thuyết dòng chảy không nhớt không dự đoán được lực kéo (nghịch lý d' Alembert).
Một phương pháp thường được sử dụng, đặc biệt là trong động lực học chất lưu điện toán (CFD), là sử dụng hai mô hình dòng chảy: các phương trình Euler cho vùng dòng chảy xa vật thể, và các phương trình lớp biên cho vùng dòng chảy gần vật thể. Hai lời giải này sau đó được kết hợp với nhau, bằng cách sử dụng Phương pháp mở rộng tiệm cận phù hợp (Method of matched asymptotic expansions).

### Dòng chảy ổn định và dòng chảy không ổn định

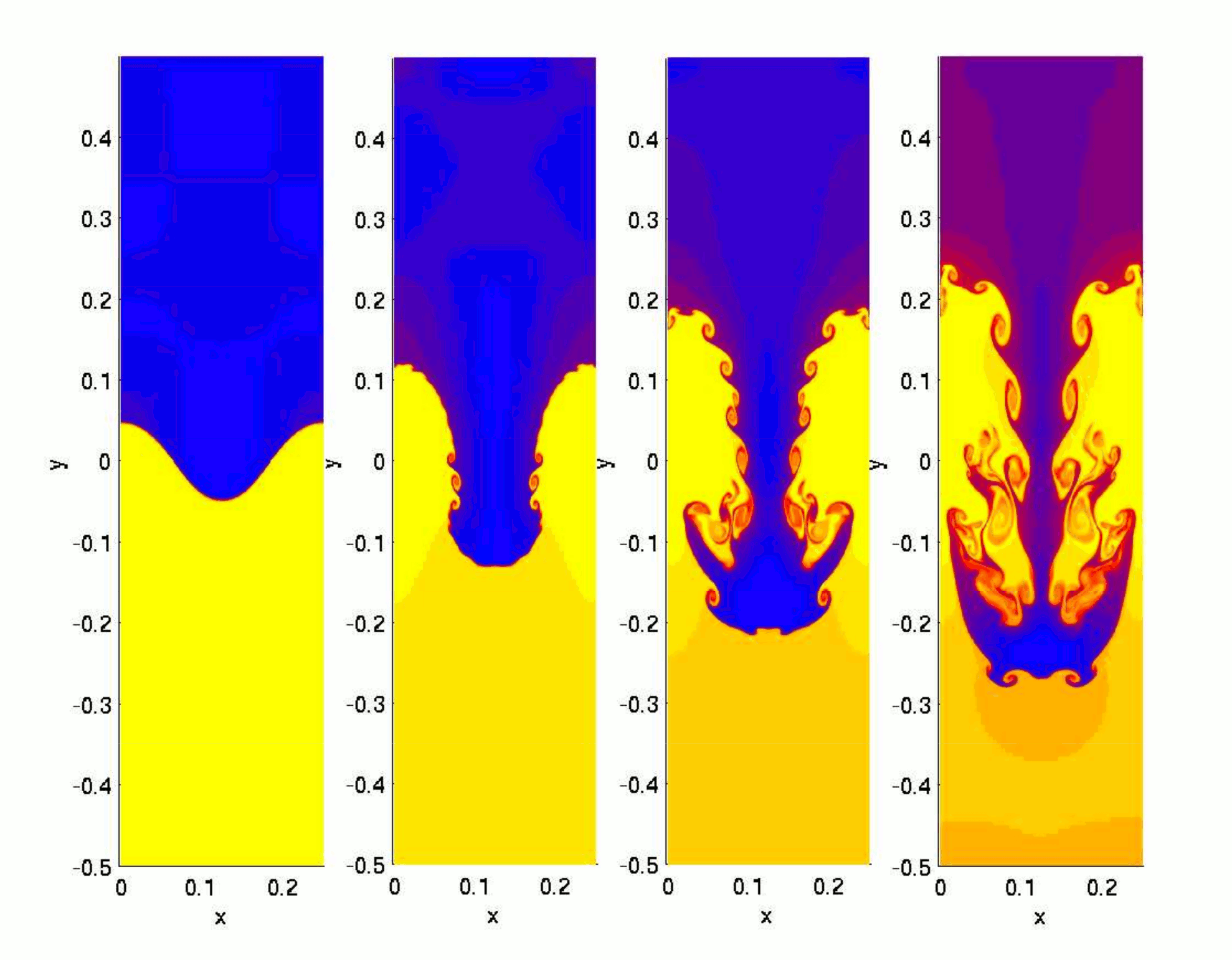
Mô hình thủy động lực học nghiên cứu mất ổn định Rayleigh–Taylor instability

Khi tất cả các đạo hàm thời gian của một trường dòng chảy biến mất, dòng chảy được gọi là dòng chảy ổn định (steady). Dòng chảy ở trạng thái ổn định có nghĩa là các thuộc tính của chất lưu tại một điểm trong hệ thống không thay đổi theo thời gian. Ngược lại, dòng chảy được gọi là không ổn định (còn được gọi là dòng chảy tức thời (transient)). Việc một dòng chảy cụ thể là ổn định hay không ổn định, có thể phụ thuộc vào việc lựa chọn hệ quy chiếu. Ví dụ, dòng chảy tầng trên một mặt cầu là ổn định trong hệ quy chiếu tĩnh so với khối cầu. Trong một hệ quy chiếu tĩnh so với dòng chảy thì dòng chảy là không ổn định.

Các dòng chảy rối là được định nghĩa là các dòng chảy không ổn định. Một dòng chảy rối có thể, tuy nhiên, ổn định về mặt thống kê. Theo Pope:
Trường ngẫu nhiên U (x, t) là ổn định về mặt thống kê nếu tất cả thổng kê không thay đổi khi thời gian thay đổi.

Điều này đại khái rằng tất cả các thuộc tính thống kê không đổi theo thời gian. Thông thường trường giá trị trung bình là đối tượng được quan tâm, và chúng cũng là hằng số trong một dòng chảy ổn định về mặt thống kê.
Các dòng chảy ổn định thường dễ xử lý hơn các dòng chảy không ổn định tương đương. Các phương trình trong một bài toán ổn định có ít hơn hơn một đơn vị (đơn vị thời gian) so với các phương trình của cùng bài toán nếu trường dòng chảy là không ổn định.

### Dòng chảy rối và dòng chảy tầng
Dòng chảy rối là dòng chảy được đặc trưng bởi sự tuần hoàn khép kín, các xoáy nước, và sự ngẫu nhiên rõ ràng. Ngược lại, dòng chảy trong đó các đặc trưng rối không xuất hiện được gọi là dòng chảy tầng. Cần lưu ý, tuy nhiên, sự hiện diện của xoáy nước hoặc tuần hoàn khép kín không nhất thiết biểu thị dòng chảy rối - các hiện tượng này cũng có thể xuất hiện trong dòng chảy tầng. Về mặt toán học, dòng chảy rối thường được biểu diễn thông sự phân tách Reynolds, trong đó dòng chảy được chia thành tổng của một thành phần trung bình và một thành phần dao động.
Dòng chảy rối có thể được mô tả thông qua việc sử dụng các phương trình Navier - Stokes. Mô phỏng số trực tiếp (DNS), dựa trên các phương trình Navier - Stokes, có thể mô phỏng dòng chảy rối với số Reynolds vừa phải. Sự hạn chế phụ thuộc vào sức mạnh của máy tính được sử dụng và hiệu quả của thuật toán giải pháp. Kết quả DNS đã được chứng minh trùng khớp với dữ liệu thực nghiệm cho một số dòng chảy.
Hầu hết các dòng chảy trong thực tế có số Reynolds quá cao vì vậy việc mô phỏng số trực tiếp DNS là một lựa chọn không khả thi, [8] thậm chí với sự tiến bộ của máy điện toán trong vài thập kỷ tới. Mọi phương tiện bay đủ lớn để có thể mang theo một con người (L> 3 m), di chuyển nhanh hơn 72 km/h (20 m/s) đều vượt quá xa giới hạn của mô phỏng DNS (Re = 4.000.000). Cánh máy bay vận tải (chẳng hạn Airbus A300 hoặc Boeing 747) có số Reynolds khoảng 40 triệu (dựa trên góc tấn). Việc tìm lời giải cho các dòng chảy thực tế này cần đến các mô hình dòng chảy rối trong tương lai gần. Các phương trình Navier-Stokes được trung bình bởi Reynolds (RANS) kết hợp với việc mô hình hóa dòng rối tạo ra một mô hình tác động của dòng chảy rối. Một mô hình như vậy sẽ cung cấp giá trị truyền động lượng bổ sung được tạo ra bởi các ứng suất Reynolds, mặc dù sự rối cũng làm tăng truyền nhiệt và khối lượng. Một phương pháp đầy hứa hẹn nữa đó là mô phỏng xoáy lớn (LES), và mô phỏng xoáy tách rời (DES) - một sự kết hợp của mô hình rối RANS và mô phỏng xoáy lớn LES.

### Dòng chảy dưới âm, ngang âm, trên âm, siêu thanh (subsonic, transonic, supersonic, hypersonic)
Trong khi nhiều dòng chảy trên mặt đất (ví dụ dòng chảy của nước trong đường ống) diễn ra với các số Mach thấp, nhiều dòng chảy thực tế khác (ví dụ trong khí động học) diễn ra với số Mach cao M = 1 hoặc lớn hơn (các dòng siêu âm). Việc này kéo theo các hiện tượng khác (ví dụ như sóng xung kích của dòng vượt âm tốc, bất ổn định cận âm trong dòng chảy có M xấp xỉ 1, mất cân bằng hóa học do sự ion hóa trong các dòng siêu âm), do đó các chế độ dòng chảy này cần được xử lý theo các cách khác nhau.

### Từ thủy động lực học
Từ thủy động lực học là ngành khoa học nghiên cứu dòng chảy của chất lưu dẫn điện trong trường điện từ. Ví dụ về các chất lưu như vậy bao gồm huyết tương, kim loại lỏng, và nước muối. Các phương trình dòng chảy chất lưu được giải đồng thời với các phương trình điện từ của Maxwell.

### Các ước lượng gần đúng
Có một số lượng lớn các ước lượng gần đúng phục vụ cho việc tìm lời giải của các bài toàn động lực học chất lưu. Dưới đây là một số ước lượng gần đúng thường được sử dụng.
- Ước lượng Boussinesq: bỏ qua sự thay đổi về mật độ, ngoại trừ khi tính toán lực đẩy nổi. Ước lượng này thường được sử dụng trong các bài toán đối lưu tự do có sự thay đổi mật độ nhỏ.
- Lý thuyết trơn nhớt và dòng chảy Hele-Shaw: dựa trên tỉ số số hạng lớn để cho thấy rằng một số số hạng trong các phương trình là nhỏ và do đó có thể bỏ qua được.
- Lý thuyết vật thể mảnh: là một phương pháp được sử dụng trong các bài toán dòng chảy Stokes để ước lượng lực trên, hoặc trường dòng xung quanh, một vật thể thanh mảnh dài được đặt trong một chất lưu nhớt.
- Các phương trình nước nông: có thể được sử dụng để mô tả một lớp chất lưu tương đối không nhớt có bề mặt tự do, và độ dốc bề mặt nhỏ.
- Các phương trình Boussinesq: được áp dụng đối với sóng bề mặt trên các lớp chất lưu dày hơn với độ dốc bề mặt lớn hơn.
- Định luật Darcy: được sử dụng cho dòng chảy trong môi trường xốp, và làm việc với các biến số trung bình của nhiều lỗ rỗng rộng.
- Trong các hệ thống xoay, các phương trình quasi-geostrophic giả định một sự cân bằng gần như hoàn hảo giữa gradient áp lực và lực Coriolis. Nó rất hữu ích trong việc nghiên cứu động lực học khí quyển.

## Thuật ngữ được sử dụng trong động lực học chất lưu
Khái niệm về áp suất là trung tâm nghiên cứu của cả tĩnh học chất lưu và động lực học chất lưu. Áp suất có thể được xác định cho mỗi điểm trong một chất lưu, bất kể là chất lưu đang chuyển động hay không chuyển động. Áp suất có thể được đo bằng hộp đo khí áp, ống Bourdon, cột thủy ngân, hoặc các phương pháp khác.
Một số thuật ngữ cần thiết trong việc nghiên cứu động lực học chất lưu không tìm thấy được ở các lĩnh vực nghiên cứu tương tự khác. Đặc biệt, một số thuật ngữ được sử dụng trong động lực học chất lưu không được dùng trong tĩnh học chất lưu.

### Thuật ngữ trong động lực học chất lưu không nén được
Các khái niệm về tổng áp suất và áp suất động học bắt nguồn từ phương trình Bernoulli và chúng rất quan trọng trong việc nghiên cứu các dòng chất lưu. (Hai loại áp suất này không phải là áp suất thông thường – chúng không thể đo được bằng hộp đo khí áp, ống Bourdon, hay cột thủy ngân). Để tránh sự nhầm lẫn khi đề cập đến áp suất trong động lực học chất lưu, nhiều tác giả sử dụng cụm từ áp lực tĩnh để phân biệt với tổng áp suất và áp suất động. Áp suất tĩnh hay đơn giản là áp suất, có thể được xác định tại mỗi điểm trong một trường dòng chảy chất lưu.
Trong Khí động học, L.J. Clancy viết: Để phân biệt áp suất tĩnh với tổng áp suất và áp suất động, áp suất thực tế của chất lưu không liên quan đến chuyển động mà phụ thuộc vào trạng thái của chất lưu, thường được gọi là áp suất tĩnh, nhưng nếu chỉ nói áp suất thì tức là đang đề cập đến áp suất tĩnh này.
Một điểm trong một dòng chảy chất lưu mà tại đó dòng chảy đã ngừng chảy (nghĩa là tốc độ bằng không, ví dụ như tại các điểm liền kề với một số vật thể rắn chìm trong dòng chất lưu) có một ý nghĩa đặc biệt. Vì tầm quan trọng của nó mà nó được đặt tên riêng là – Điểm ứ đọng. Áp suất tĩnh tại điểm ứ đọng được đặt tên riêng là – Áp suất ứ đọng. Trong các dòng chảy không nén được, áp suất ứ đọng tại một điểm ứ đọng bằng với tổng áp xuyên suốt trường dòng chảy.

### Thuật ngữ trong động lực học chất lưu nén được
Trong một chất lưu nén được, chẳng hạn như không khí, nhiệt độ và mật độ là rất cần thiết khi xác định trạng thái của chất lưu. Ngoài khái niệm tổng áp suất (còn gọi là áp suất ứ đọng), các khái niệm về tổng nhiệt độ (hay nhiệt độ ứ đọng) và tổng mật độ (hay mật độ ứ đọng) cũng rất cần thiết trong bất kỳ nghiên cứu nào về dòng chảy chất lưu nén được. Để tránh nhầm lẫn khi đề cập đến nhiệt độ và mật độ, nhiều tác giả sử dụng các thuật ngữ nhiệt độ tĩnh và mật độ tĩnh. Nhiệt độ tĩnh tức là nhiệt độ; và mật độ tĩnh cũng tức là mật độ; cả hai có thể được xác định tại mỗi điểm trong một trường dòng chảy chất lưu.
Nhiệt độ và mật độ tại một điểm ứ đọng được gọi là nhiệt độ ứ đọng và mật độ ứ đọng.
Một cách tiếp cận tương tự cũng được thực hiện với các thuộc tính nhiệt động lực học của chất lưu nén được. Nhiều tác giả sử dụng các thuật ngữ tổng enthalpy (hay enthalpy ứ đọng) và tổng entropy (hay entropy ứ đọng). Các thuật ngữ enthalpy tĩnh và entropy tĩnh xuất hiện ít phổ biến hơn, nhưng nếu được sử dụng thì chúng có nghĩa là enthalpy và entropy, sử dụng tiền tố "tĩnh" để tránh nhầm lẫn với 'tổng' enthalpy/ entropy (hay enthalpy/ entropy 'ứ đọng'). Bởi vì các điều kiện dòng chảy 'tổng hợp' được định nghĩa theo đẳng entropy đưa chất lỏng về trạng thái tĩnh, tổng entropy (hay entropy ứ đọng) theo định nghĩa luôn bằng với entropy "tĩnh".

### Lĩnh vực nghiên cứu
- Lý thuyết âm
- Khí động lực học
- Khí đàn hồi
- Hàng không học
- Động lực chất lưu tính toán
- Đo đạc dòng chảy
- Động lực chất lưu địa cầu
- Huyết động lực học
- Thủy lực học
- Thủy văn học
- Thủy tĩnh học
- Điện thủy động lực
- Từ thủy động lực
- Động lực chất lưu meta
- Thủy động lượng tử học
- Lưu biến học

### Khái niệm và phương trình toán học
- Lý thuyết sóng Airy
- Phương trình Bernoulli
- Định lý chuyển tải Reynolds
- Phương trình Benjamin–Bona–Mahony
- Phép xấp xỉ Boussinesq (lực đẩy nổi)
- Phép xấp xỉ Boussinesq (sóng nước)
- Các định luật bảo toàn
- Các phương trình Euler (động lực học chất lưu)
- Các dạng điều kiện biên trong thủy động lực học
- Định luật Darcy
- Áp suất động
- Thủy tĩnh học
- Phương trình Hagen–Poiseuille
- Các định lý Helmholtz
- Hệ phương trình Kirchhoff
- Phương trình Knudsen
- Phương trình Manning
- Phương trình mặt dốc thoải
- Phương trình Morison
- Hệ phương trình Navier–Stokes
- Dòng chảy Oseen
- Định luật Pascal
- Định luật Poiseuille
- Dòng chảy thế
- Áp suất
- Cột nước áp suất
- Hệ phương trình Euler tương đối
- Phép tách Reynolds
- Áp suất tĩnh
- Dòng chảy Stokes
- Hàm dòng Stokes
- Hàm dòng
- Đường dòng, streaklines and pathlines
- Định luật Torricelli